# Лимнос (округ)
Округ Лимнос (грч.  - periferiakí enótita Limnou) је округ у периферији Северни Егеј у североисточној Грчкој. Управно средиште округа је град Мирина. Округ обухвата већа острва Лимнос и Ајос Ефстратиос и неколико мањих острва и хриди.
Округ Лимнос је успостављен 2011. године на поделом некадашње префектуре Лезбос на два округа (други је Округ Лезбос).

## Природне одлике
Округ Лимнос је острвски округ на североистоку Грчке, који обухвата два већа острва Лимнос и Ајос Ефстратиос и бројна мања острва и хриди, сва у источном делу Егејског мора. Најближе острво датој скупини је острво Имрос у Турској, 20-ак километара североисточно.
Острва су различита по особеностима. Тако је Лимнос релативно низак, слабо брдовит, богат водом и са бројним нижим, плодним деловима. Са друге стране, Ајос Ефстратиос је изразито планински, без воде и без много растиња.
Клима у округу је средоземна.

## Историја
Погледати: Лимнос

## Становништво
По последњим проценама из 2001. године округ Лимнос је имао нешто око 18.000 становника, од чега око 40% живи у седишту округа, граду Мирини.
Етнички састав: Главно становништво округа су Грци, а званично признатих историјских мањина нема.
Густина насељености је око 35 ст./км², што је више него двоструко мање од просека Грчке (око 80 ст./км²).

## Управна подела и насеља
Округ Лимнос се дели на 2 општине (број је ознака општине на карти):
1. Ајос Ефстратиос - 2
2. Лимнос - 3

Град Мирина је највеће насеље и седиште округа, али није велико насеље.

## Привреда
Становништво округа Лимнос је традиционално било окренуто поморству и средоземној пољопривреди (агруми, маслине). Иако су дате делатности и данас развијене, оне су у сенци туризма. Током протеклих деценија Лемнос је постао туристичко одредиште у Грчкој.